# 江西巴蜗牛
江西巴蜗牛（学名：Bradybaena kiangsinensis）为巴蜗牛科巴蜗牛属的动物，俗名蜒蚰螺、天螺、水牛，是中国的特有物种。分布于黑龙江、北京、河北、河南、湖南、湖北、四川、江西、广西等地，生活环境为陆地，主要栖息于阴暗潮湿多腐殖质的树林边、农田田埂、垄间杂草丛或乱石堆里以及住宅公园附近。在山区灌木丛草丛中也可见到。